# Michele Alhaique
Michele Alhaique (Roma, 31 dicembre 1979) è un attore e regista italiano.

## Biografia
Di lontane origini libanesi, dal 2000 al 2003 frequenta il Centro sperimentale di cinematografia e lavora quindi in alcuni cortometraggi. Partecipa nel frattempo ad alcune opere teatrali e realizza alcuni spot per la televisione. Con Grandi domani e Camera Café, fiction trasmesse su Italia 1, raggiunge un discreto successo nazionale. Nel 2005 è nel cast de La buona battaglia - Don Pietro Pappagallo mentre dal 2006 interpreta Marco, tra i protagonisti della serie Medicina generale prodotto dalla Rai e girato da Renato De Maria. Appare inoltre nella fiction Giovanni Paolo II del 2005.
Al cinema debutta con Fuoco su di me nel 2005, sarà poi in Polvere nel 2006 e poi in L'uomo che ama di Maria Sole Tognazzi nel 2008. Nel 2009 è nel cast di La prima linea, con Giovanna Mezzogiorno e Riccardo Scamarcio. Nel 2010 interpreta il ruolo di Claudio, il produttore di Medical Dimension, nella terza stagione della serie televisiva Boris. Nel 2011 è tra i protagonisti di Che bella giornata di Gennaro Nunziante. È anche tra i protagonisti della miniserie televisiva su Rai 1 Eroi per caso. Nel 2012 interpreta Lino Lacedelli nella miniserie andata in onda su Rai 1 K2 La montagna degli italiani di Robert Dornhelm.
Michele Alhaique è protagonista del film Qualche nuvola di Saverio Di Biagio e co-protagonista nel film Cavalli di Michele Rho. I due film sono stati presentati alla 68ª Mostra internazionale d'arte cinematografica di Venezia nella sezione Controcampo italiano. Michele Alhaique ha anche girato alcuni cortometraggi come regista: Chi decide cosa (2007) e Il torneo (2008). Sua opera prima come regista il film Senza nessuna pietà, presentato alla 71ª Mostra internazionale d'arte cinematografica di Venezia e uscita nelle sale l'11 settembre 2014.

## Filmografia

### Attore

#### Cinema
- Le rose del deserto, regia di Mario Monicelli (2006)
- L'uomo che ama, regia di Maria Sole Tognazzi (2008)
- Polvere, regia di Danilo Proietti e Massimiliano D'Epiro (2009)
- Nine, regia di Rob Marshall (2009)
- Che bella giornata, regia di Gennaro Nunziante (2011)
- Cavalli, regia di Michele Rho (2011)
- Qualche nuvola, regia di Saverio Di Biagio (2011)
- Benvenuto Presidente!, regia di Riccardo Milani (2013)
- Monitor, regia di Alessio Lauria (2015)
- Still Dance, regia di Alessandro Sanpaoli – cortometraggio (2017)

#### Televisione
- Distretto di Polizia 4 – serie TV, episodio 4x08 (2003)
- R.I.S. - Delitti imperfetti – serie TV, episodio 1x06 (2005)
- Grandi domani, regia di Vincenzo Terracciano – serie TV (2005)
- Camera Café, nel ruolo di Roberto – sitcom (2004-2006)
- La buona battaglia - Don Pietro Pappagallo, regia di Gianfranco Albano – miniserie TV (2006)
- Medicina Generale – serie TV (2009)
- Boris 3 – serie TV (2010)
- Eroi per caso – miniserie TV (2011)
- Il delitto di via Poma, regia di Roberto Faenza – film TV (2011)
- K2 - La montagna degli italiani, regia di Robert Dornhelm – miniserie TV (2012)
- Rex – serie TV, episodio 6x11 (2013)

### Regista
- Senza nessuna pietà (2014)
- Solo – serie TV (2016)
- Liberi sognatori - Delitto di mafia – film TV (2018)
- Non uccidere – serie TV, 7 episodi (2018)
- Romulus – serie TV (2020-2022)
- Bang Bang Baby – serie TV (2022)
- ACAB - La serie – serie TV (2025)

### Riconoscimenti
- Premio per la migliore opera prima - XII Edizione Magna Graecia Film Festival per Senza nessuna pietà